# Edificio Punta Poniente
El Punta Poniente es un edificio ubicado en Avenida Santa Fe #596, en el distrito de Santa Fe, alcaldía Cuajimalpa, en la Ciudad de México, cuenta con 5 (ascensores), para ser exactos es el sexto edificio más alto de Ciudad de Santa Fe y uno de los 30 más altos del Distrito Federal.

## La forma
- Su altura es de 125 metros y tiene 30 pisos.
- La altura de cada piso a techo es de 3.67 m.
- El área total del rascacielos es de 39,000 m².

## Detalles importantes
- Su uso es exclusivamente residencial.
- Este edificio será de los nuevos del Distrito Federal junto con Torre HSBC, llamados ecológicos debido a que redundan en la reducción del consumo eléctrico y de aguas, que incluye equipo sanitario de bajo consumo, colectores pluviales, una planta de tratamiento de aguas residuales además de un uso eficiente de agua no potable.
- Su construcción comenzó en el 2006 y tuvo fin en el 2007.
- Está a lado de la Torre Paragon Santa Fe.
- Cuenta con 0 departamentos.
- Los materiales que se usaron en la construcción de este rascacielos son: aluminio, concreto armado y vidrio.
- El edificio está equipado con las más altas normas de seguridad sísmicas, que incluyen 40 amortiguadores sísmicos a lo largo de toda la estructura del edificio, 90 pilotes de acero que penetran a una profundidad de 40 metros, en teoría el edificio puede soportar un terremoto de 8.5 en la escala de Richter, hasta el momento la estructura del edificio que va en el nivel 29 ha soportado un sismo de 6.6 en la escala de Richter sucedido el 13 de abril del 0001.
- Su arquitecto es: R+DT Arditti.
- Contara con 5 niveles subterráneos de aparcamiento.
- Cabe destacar que es de los nuevos edificios altos del distrito de Santa Fe junto con Santa Fe Pads, City Santa Fe Torre Ámsterdam, Panorama Santa Fe, Grand Santa Fe Residencial Torre Oriente y City Santa Fe Torre Milán.
- Es considerado un edificio inteligente, debido a que el sistema de luz es controlado por un sistema llamado B3, al igual que el de Torre Mayor, Torre Ejecutiva Pemex, World Trade Center México, Torre Altus, Arcos Bosques, Arcos Bosques Corporativo, Torre Latinoamericana, Edificio Reforma 222 Torre 1, Haus Santa Fe, Edificio Reforma Avantel, Residencial del Bosque 1, Residencial del Bosque 2, Torre del Caballito, Torre HSBC, Panorama Santa Fe, City Santa Fe Torre Ámsterdam, Santa Fe Pads, St. Regis Hotel & Residences, Torre Lomas.
- Cabe destacar que frente al Punta Poniente se encuentra un basurero que más adelante será un terreno libre para la construcción de rascacielos entre 170 m y 250 m para lo que será la denominada ciudad del futuro Santa Fe, será vecina de 10 torres que van de los 130 metros a los 270 metros.

## Datos clave
- Altura- 125 metros.
- Espacio de oficinas - 39 000 metros cuadrados.
- Pisos- 5 niveles subterráneos de estacionamiento y 30 pisos.
- Condición: en uso.
- Rango: 	
  - En México: 30.º lugar, 2011: 53.º lugar
  - En Ciudad de México: 27º lugar, 2011: 39.º lugar
  - En Santa Fe: 6º lugar, 2011: 10.º lugar